# Coniopteryx (Xeroconiopteryx) unicef
Coniopteryx (Xeroconiopteryx) unicef is een insect uit de familie van de dwerggaasvliegen (Coniopterygidae), die tot de orde netvleugeligen (Neuroptera) behoort. 
Coniopteryx (Xeroconiopteryx) unicef is voor het eerst wetenschappelijk beschreven door Monserrat in 1997.